# Sri Lanka na Mistrzostwach Świata w Lekkoatletyce 2011
Sri Lanka na Mistrzostwach Świata w Lekkoatletyce 2011 – reprezentacja Sri Lanki podczas czempionatu w Daegu będzie liczyła 2 zawodników.

## Występy reprezentantów Sri Lanki

### Mężczyźni

#### Konkurencje biegowe
| Konkurencja    | Zawodnik          | Runda 1  | Runda 1 | Runda 2  | Runda 2 | Półfinał | Półfinał | Finał    | Finał   |
| Konkurencja    | Zawodnik          | Rezultat | Pozycja | Rezultat | Pozycja | Rezultat | Pozycja  | Rezultat | Pozycja |
| -------------- | ----------------- | -------- | ------- | -------- | ------- | -------- | -------- | -------- | ------- |
| Bieg na 1500 m | Chaminda Wijekoon |          |         |          |         |          |          |          |         |

### Kobiety

#### Konkurencje biegowe
| Konkurencja                | Zawodnik          | Runda 1  | Runda 1 | Runda 2  | Runda 2 | Półfinał | Półfinał | Finał    | Finał   |
| Konkurencja                | Zawodnik          | Rezultat | Pozycja | Rezultat | Pozycja | Rezultat | Pozycja  | Rezultat | Pozycja |
| -------------------------- | ----------------- | -------- | ------- | -------- | ------- | -------- | -------- | -------- | ------- |
| Bieg na 400 m przez płotki | Christine Merrill |          |         |          |         |          |          |          |         |